# Поздняя Цинь
Поздняя Цинь (кит. упр. 后秦, пиньинь Hòu Qín) — одно из 16 варварских государств, возникших в IV веке в Северном Китае после распада царства Ранняя Цинь. Существовало в 384—417 годах.
Основателями государства Поздняя Цинь были правители Гуаньчжуна из цянского рода Яо. Тибетское племя цян разрозненными группами обитало в Ганьсу и Цинхае. Во времена Восточной Хань большая часть цянов была оттеснена к Гуаньчжуну. После распада империи Цзинь в начале IV века они обрели независимость.
В числе предков цянов упоминаются жуны и цюань-жуны. По одной из версий, они были прототибетцами, по другой версии — древними монголами.

## Основание Поздней Цинь
Основатель династии Поздняя Цинь — тибетский вождь Яо Чан — был полководцем на службе императора Ранней Цинь Фу Цзяня II. В 384 году, после катастрофы при реке Фэйшуй, Яо Чан — один из немногих — сохранял верность дийскому императору. Но вскоре, посланный вместе с братом императора Фу Жуем (苻叡) против сяньбийского полководца Мужун Хуна, занявшего Чанъань, он, видя, что Мужун Хун собирается отходить в степь, где у кочевников были преимущества манёвров, отговаривал Фу Жуя от сражения. Однако последний, вопреки совету, атаковал противника и погиб. Император же в гневе велел казнить послов Яо Чана, известивших его о трагедии. Опасаясь за свою жизнь, Яо Чан оставил вверенные ему войска и поднял восстание своих соплеменников, приняв титул царя Поздней Цинь. В следующем году он захватил и приказал убить Фу Цзяня II, а в 386 году занял Чанъань и провозгласил себя императором.
Дальнейшее царствование Яо Чана было занято борьбой с Фу Дэном — дальним родственником покойного Фу Цзяня II, занявшим трон Ранней Цинь в 386 году. Поначалу успех сопутствовал Фу Дэну, хотя ни одна из сторон не могла получить решающего преимущества. Однако в 389 году Яо Чану удалось обойти войска Фу Дэна и ночной атакой захватить его лагерь в Дацзе (大界, в нынешнем Сяньяне, провинция Шэньси). Были убиты два сына Фу Дэна, а его жена взята в плен и, после отказа стать наложницей Яо Чана, казнена. В дальнейшем, хотя борьба между Ранней и Поздней Цинь продолжалась, Ранняя Цинь перестала представлять реальную угрозу для Яо Чана. Тем не менее, он умер в 394 году — прежде окончания этой борьбы.

## Правление Яо Сина
Яо Чану наследовал его сын Яо Син (храмовое имя Гао-цзу). Яо Син был довольно удачливым правителем. Он продолжил борьбу с Ранней Цинь, завершившуюся её уничтожением в том же 394 г., и присоединил к своим землям почти все её оставшиеся владения. При нём Поздняя Цинь значительно расширила свою территорию. На востоке под власть цянов перешли Гуаньчжун, Лоян (в 399 году) и земли к северу от рек Хуанхэ и Ханьцзян. К 404 году, в период междоусобицы, охватившей империю Восточная Цзинь, власть Поздней Цинь добровольно признали двенадцать провинций с китайским населением к северу от реки Хуайхэ; однако Яо Син, не видя пользы в таком приобретении, в 405 году вернул эти провинции Восточной Цзинь.
На западе Поздняя Цинь заняла Лянчжоу и часть Цинхая, полностью уничтожив в 403 году тамошнее царство Поздняя Лян, а также в период 400—409 годов покорив сяньбийское царство Западная Цинь (позднее вернувшее себе независимость). Царства Западная Лян, Северная Лян и Южная Лян признали зависимость от Поздней Цинь.
В 402 году произошло военное столкновение Поздней Цинь с табгачской империей Северная Вэй. Император Вэй Тоба Гуй попросил себе в жены дочь Яо Сина. Яо Син, зная, что Тоба Гуй уже женат на дочери Мужуна Бао, императора Поздней Янь, которую и назначил императрицей, ответил отказом. В последовавшей за тем войне тибетцы были разбиты войсками Северной Вэй, однако вскоре Тоба Гую пришлось отражать на севере наступление союзных Цинь жужаней, и война прекратилась.
К этому же времени относится обращение Яо Сина в буддизм под воздействием проповеди монаха Кумарадживы. Это обращение сказалось на всех его последующих действиях, так как он, очевидно, стремился избегать решительных действий, могущих привести к значительным жертвам, и пытался проявлять великодушие к врагам. В результате территориальный рост империи Поздняя Цинь практически прекратился. По распоряжению Яо Сина Кумараджива перевел на китайский язык более 300 сутр. Яо Син также способствовал строительству буддийских храмов; под его влиянием, буддизм приняли до 90 % его подданных.
Последние годы царствования Яо Сина были отмечены признаками упадка. В 408 году две кампании — против Южной Лян и Ся — завершились тяжелым поражением. В следующем году отложился Цифу Ганьгюй, восстановивший царство Западная Цинь. В 410 году войска цзиньского полководца Лю Юя уничтожили Южную Лян, а в 413 году — государство Западная Шу; в обоих случаях империя Поздняя Цинь не смогла помочь своим союзникам.

## Падение династии
Яо Син умер в начале 416 года, и на трон взошел его сын, бездарный Яо Хун. Помимо внешней угрозы со стороны Цзинь и Ся, ему пришлось столкнуться с восстаниями претендентов из числа своих родственников. Борьбу с этими угрозами он возложил на своего дядю Яо Шао (姚紹). Южнокитайский полководец Лю Юй, решив воспользоваться создавшейся ситуацией для освобождения древних столиц Чанъани и Лояна и изгнания варваров с китайской земли, осенью 416 года двинулся со значительными силами и быстро занял восточную часть Поздней Цинь (включая Лоян). Наступление продолжилось весной 417 года. Яо Шао, будучи занят подавлением внутренних мятежей, выступил со значительным опозданием, был разбит, и вскоре заболел и умер. Яо Хун решил лично повести армию против главных сил Лю Юя, но, столкнувшись со значительно меньшим по численности вспомогательным отрядом южан, потерпел поражение и бежал в Чанъань. Тем временем к Чанъани подошел речной флот Лю Юя. Китайцы высадились на берег, смяли тибетские войска и овладели городом. Яо Хун сдался в плен со всем своим семейством, был уведен в Цзянькан и казнен как мятежник; на этом закончилась история Поздней Цинь.

## Императоры Поздней Цинь
| Храмовое имя       | Посмертное имя                 | Личное имя            | Годы правления | Девиз правления (年號 niánhào) и годы                           |
| ------------------ | ------------------------------ | --------------------- | -------------- | --------------------------------------------------------------- |
| Тай-цзу 太祖 Tàizǔ | У Чжао-ди 武昭帝 Wǔzhāodì      | Яо Чан 姚萇 Yáo Cháng | 384—393        | - Байцюэ (白雀 Báiquè) 384—386 - Цзяньчу (建初 Jiànchū) 386—393 |
| Гао-цзу 高祖 Gāozǔ | Вэнь Хуань-ди 文桓帝 Wénhuándì | Яо Син 姚興 Yáo Xīng  | 394—416        | - Хуанчу (皇初 Huángchū) 394—399 - Хунши (弘始 Hóngshǐ) 399—416 |
| отсутствует        | Хоу Чжу 後主 Hòu Zhǔ           | Яо Хун 姚泓 Yáo Hóng  | 416—417        | - Юнхэ (永和 Yǒnghé) 416—417                                    |